# Désirée Artôt
Marguerite, Joséphine, Désirée Montagney, dite Désirée Artôt (Paris, 11 juin 1835 - Berlin, 3 avril 1907) est une mezzo-soprano belge, fille du compositeur Jean-Désiré Montagney (de), dit Artôt.

## Biographie
D'une famille de musiciens belges (dont le vrai nom est Montagney), nièce du violoniste Joseph Artot, le hasard l'a fait naître à Paris, le 11 juin 1835. Elle reçut sa première éducation musicale, dans sa famille, puis, pendant deux ans fut élève de Mme Pauline Viardot. Après s'être fait entendre dans divers concerts à Bruxelles, elle fut engagée à l'Opéra de Paris sur la recommandation de Meyerbeer, début 1858, dans le rôle de Fidès dans Le Prophète. Sa belle voix de mezzo-soprano, puissante et corsée, ses accents passionnés, son talent déjà réel de cantatrice, la firent accueillir du public avec une incontestable faveur. 
Après avoir abordé plusieurs rôles, elle quitta l'Opéra pour se consacrer à la carrière italienne, non sans avoir donné à Bordeaux, Lyon, Montpellier, Bruxelles, Anvers, Liège, Gand, des représentations qui excitèrent l'enthousiasme. Engagée à Berlin, où elle chanta tour à tour en italien et en allemand, elle y commença une série de véritables triomphes, qui se continuèrent ensuite dans ses grands voyages, d'abord dans toutes les grandes villes allemandes, puis à Pesth, Copenhague, Londres,, Varsovie, Saint-Pétersbourg, Moscou, etc. Selon Le Ménestrel, Artôt ne pouvait être engagée à moins de 100,000 francs.
Désirée Artôt s'est produite en Russie, en 1868. Elle a rencontré et est tombé amoureuse de Tchaïkovski. Elle eut une relation amoureuse vraisemblablement platonique avec lui,, projetant un mariage qui ne se réalisa jamais. Leurs sentiments semblent avoir été réciproques, et ils ont discuté de mariage, bien qu'ils n'aient jamais été officiellement fiancés. Néanmoins, il y aurait eu une sorte d'accord entre eux. Elle a dû continuer la tournée programmée et le quitter pour aller à Varsovie, mais ils avaient prévu de se réunir à nouveau dans sa propriété, près de Paris pendant l'été 1869. Elle rencontra le chanteur espagnol, Mariano Padilla, voué comme elle au chant italien. Toutefois, sans aucun avertissement ni communication avec Tchaïkovski, comme les conventions sociales de l'époque l'auraient exigé, même si, auparavant elle avait déjà ridiculisé Tchaïkovski, Désirée Artôt s'est mariée avec Padilla y Ramos qui était de sept ans son cadet. Ils étaient membres de la même troupe d'opéra. Tchaïkovski lui-même était son cadet de cinq ans. Le mariage a eu lieu le 15 septembre 1869, selon les sources, à Sèvres, ou Varsovie,,,. Selon Le Ménestrel, elle l'épousa  en septembre 1869 à Ville-d'Avray, où ils avaient une maison sur le plateau des Closeaux. Ils eurent une fille, Lola Artôt de Padilla.
Après s'être retirée du théâtre, elle se livra à l'enseignement, et forma d'excellentes élèves, comme Sigrid Arnoldson ou Matilda Jungstedt.
Désirée Artôt de Padilla a succombé à une attaque d'appendicite, selon les uns, selon d'autres à une inflammation d'intestins à Berlin, survivant seulement de quelques mois à son mari, mort lui-même le 18 novembre 1906.